# Bevolkingsuitwisseling tussen Turkije en Griekenland
De bevolkingsuitwisseling tussen Griekenland en Turkije van 1923 (Grieks: Ἡ Ἀνταλλαγή, Turks: Mübadele) was de uitwijzing van Grieks-orthodoxen uit Turkije en moslims uit Griekenland, overeengekomen apart van het Verdrag van Lausanne na de Grieks-Turkse Oorlog. In totaal werden zo'n twee miljoen mensen gedwongen te verhuizen, ongeveer 1,5 miljoen Grieken en 0,5 miljoen Turken. De uitwisseling was puur op religieuze grond gebaseerd; onder de gedeporteerden waren ook Turkse christenen uit Centraal-Anatolië, en islamitische Grieken van Kreta. Al voor de inwerkingstelling van de overeenkomst was het grootste deel van de betrokkenen uit eigen beweging vertrokken, vrezend voor gewelddadige confrontaties bij een gedwongen deportatie.

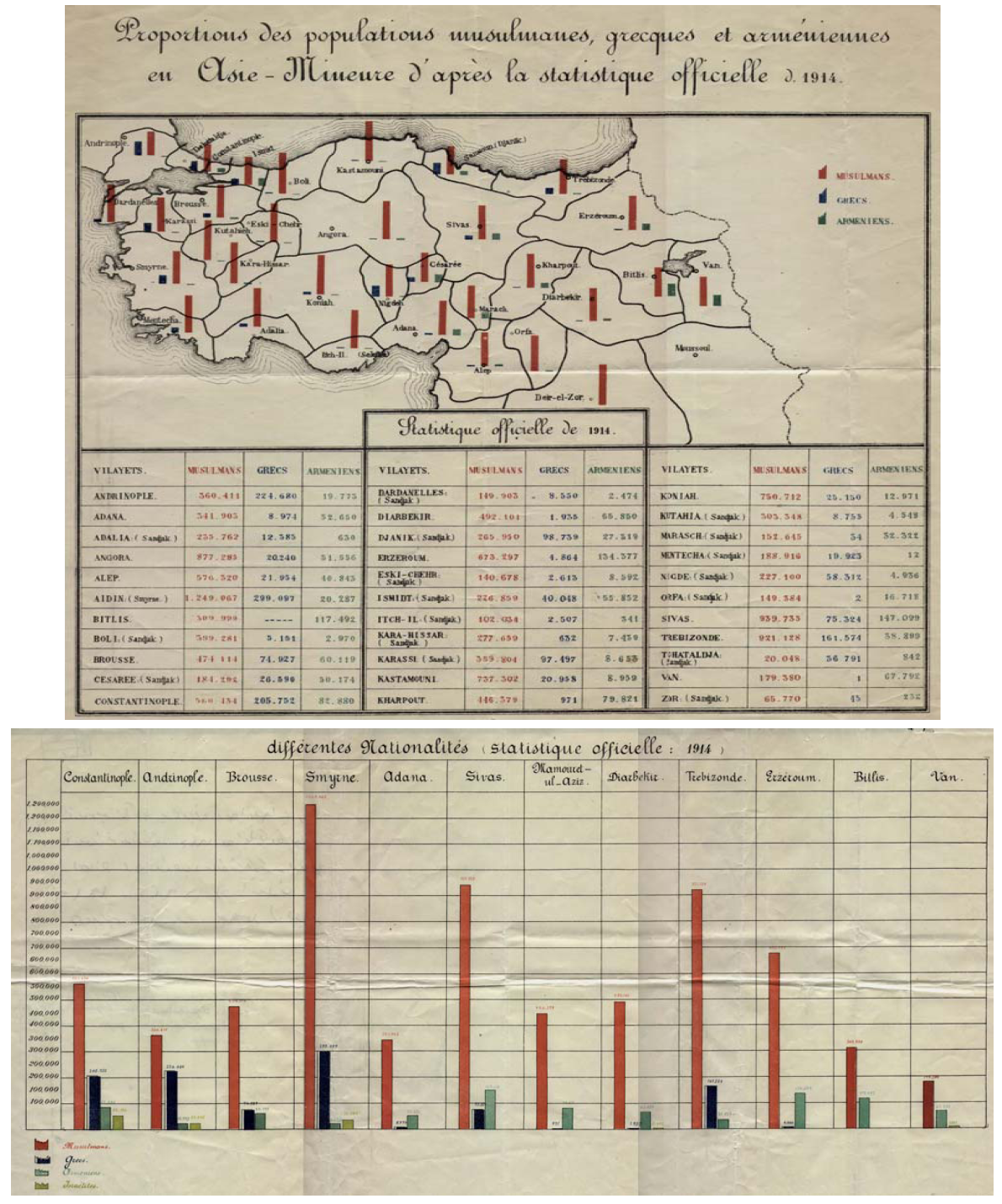
Aantallen Turken, Grieken en Armeniërs in Turkije in 1914

## De uitwisseling
In een apart verdrag, apart van het Vredesverdrag van Lausanne, werd door Eleftherios Venizelos en Mustafa Kemal op 30 januari 1923 in Lausanne de Conventie inzake de uitwisseling van Griekse en Turkse bevolkingen overeengekomen. De uitwisseling was in feite een voortzetting van eerdere bevolkingsuitwisselingen gedurende de Eerste Balkanoorlog. Ten tijde van de inwerkingtreding van het verdrag op 1 mei was het grootste gedeelte van de twee miljoen betrokkenen al gevlucht. De overgebleven groepen die daadwerkelijk uitgewisseld werden waren zo'n 200.000 Grieks-orthodoxen uit Centraal-Anatolië en de Pontus enerzijds, en ongeveer 350.000 Turkse en Griekse moslims uit Kreta en Grieks Macedonië anderzijds. De Grieken uit het Ionische kustgebied rond Smyrna (Izmir), zo'n 900.000 man, waren al voor de uitwisseling gevlucht.

### Groepen getroffen door de deportatie
In Griekenland:
- Turkse moslims
- islamitische Grieken
- islamitische zigeuners
- islamitische Megleno-Roemeens

In Turkije:
- Anatolische Grieken
- Turkse christenen (Karamanlis)

### Groepen die gevrijwaard werden van deportatie
In Griekenland:
- Turkse moslims in West-Thracië

In Turkije:
- Grieken in Istanboel
- Grieken op de Prinseneilanden
- Grieken op de eilanden Imbros (Gökçeada) en Tenedos (Bozcaada)
- Grieken in de provincie Balıkesir

## De gevolgen
Beide landen kregen in korte tijd te maken met een grote instroom van vluchtelingen die opgevangen moesten worden. Ze kregen meestal dorpen toegewezen van al dan niet gedwongen gevluchte inwoners, zo vestigden zich veel Griekse moslims uit Kreta in het gebied rond Izmir (Smyrna), terwijl Griekse christenen uit Smyrna huizen verkregen op Kreta. Veel Griekse moslims vertrokken liever naar Libanon, Egypte of Syrië. Achtergebleven minderheden kregen zware repressie te verduren, hoewel in het verdrag beide staten zich hadden verplicht hen daartegen te beschermen. Een pogrom in Thessaloniki in 1931 verdreef veel mensen van minderheden uit deze  multiculturele stad. De Pogrom van Istanboel in 1955 verdreef een groot deel van de Griekse bevolking uit de Turkse metropool. De nationalistische regeringen in beide landen beperkten de rechten van minderheden meermaals. Door nationalisten wordt de uitwisseling soms als een geslaagde vorm van etnische zuivering gezien, of als een voorbeeld voor de constructie van zuivere etnische natiestaten. In zowel Griekenland en Turkije ziet men echter  de gebeurtenissen als een grote tragedie. In beide landen liggen verspreid in het landschap vele honderden verlaten dorpen en de betrokken regio's kregen met een grote terugslag te maken in de economische ontwikkeling. Vanuit de vluchtelingengemeenschappen, die vaak niet volledig werden geaccepteerd in hun nieuwe land van vestiging, ontstonden enkele decennia later grote migratiegolven naar West-Europa en de Verenigde Staten.